# 克勉十四世
克勉十四世（拉丁語：Clemens PP. XIV；1705年10月31日—1774年9月22日）原名若望·雲先·安多尼·甘加內利（Giovanni Vincenzo Antonio Ganganelli），1769年5月19日至1774年9月22日出任教宗。他在1769年教宗選舉秘密會議當選教宗。

## 生平事迹
他於1773年7月21日發出敕令《吾主救世主》（Dominus ac Redemptor），解散耶穌會。

## 譯名列表
- 十四世：天主教香港教區禮儀委員會：禧年專頁（页面存档备份，存于）作。
- 十四世：香港天主教教區檔案　歷任教宗作。
- 克雷芒十四世：《大英簡明百科知識庫》2005年版[永久]、《世界人名翻譯大辭典》1993年版作克雷芒。